# Dibriwka (Krym)
Dibriwka (ukr. Дібрівка, ros. Дубровка, Dubrowka) – wieś na Ukrainie, w Autonomicznej Republice Krymu (de iure stanowiącej integralną część państwa ukraińskiego, w 2014 anektowanej przez Rosję i odtąd funkcjonującej jako Republika Krymu), w rejonie bakczysarajskim. W 2021 liczyła 555 mieszkańców.